# Martine Ostorero

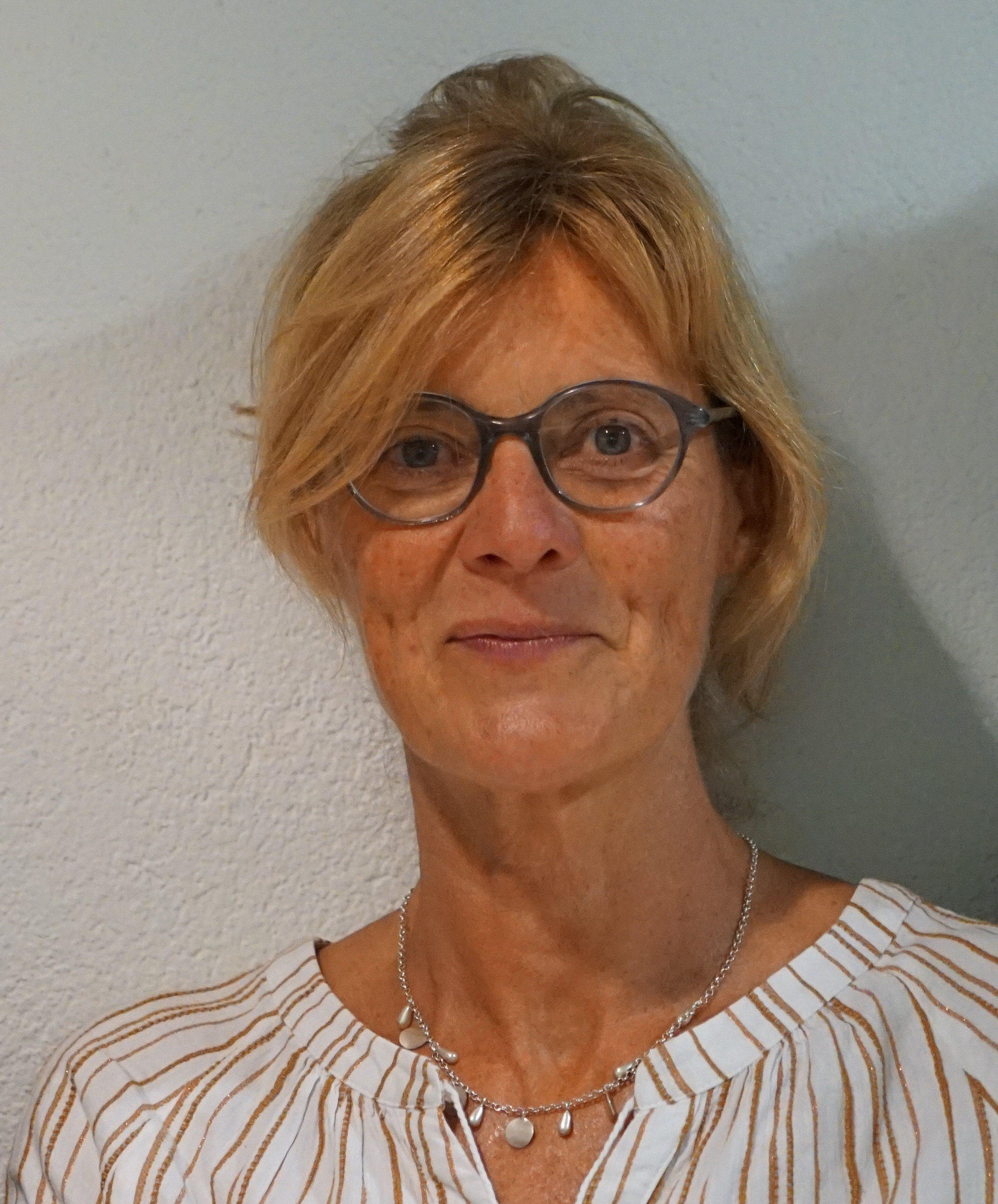
Martine Ostorero, 2024

Martine Ostorero ist eine Schweizer Historikerin und Hochschullehrerin an der Universität Lausanne (UNIL).

## Berufsweg
Martine Ostorero war nach Absolvierung des Lizenziats von 1993 bis 1998 Assistentin für mittelalterliche Geschichte und Rechtsgeschichte. Anschliessend erhielt sie als Stipendiatin des Schweizerischen Nationalfonds eine postgraduale Ausbildung an der École des hautes études en sciences sociales (EHSS) sowie am Deutschen Historischen Institut (DHIP) in Paris und am Schweizerischen Institut in Rom (ISR). Ostorero war zehn Jahre lang Lehrerin der Sekundarstufe I. Sie unterrichtete seit 2004 auch an der Universität Lausanne als Dozentin und wurde später stellvertretende Lehr- und Forschungsdozentin. Im August 2011 wurde Ostorero von der Fakultät für Literatur zur außerordentlichen Professorin für mittelalterliche Geschichte berufen.
Ostoreros Forschungsschwerpunkt liegt auf der Geschichte der Hexenverfolgung, Dämonologie und Inquisition zwischen dem 13. und 16. Jahrhundert. Sie arbeitet interdisziplinarisch, erschloss regionale mittelalterliche Quellen und dokumentierte, dass der Schweizer und Alpenraum einen entscheidenden Beitrag für die Entstehung der frühen Hexenverfolgungen und der Sabbatphantasie lieferte. Ihre Abschlussarbeit und ihre Dissertation wurden von der Fakultät 1993 und 2009 mit Preisen ausgezeichnet.

## Schriften (ohne Aufsätze)
Autorin:
- Procès de sorcellerie à Vevey dans la première moitié du XVe siècle. Université de Lausanne 1993.
- Folâtrer avec les démons. Sabbat et chasse aux sorciers à Vevey, 1448. Université de Lausanne, 1995; Nachdruck 2008.
- Le diable au sabbat. Littérature démonologique et sorcellerie (1440–1460). Lausanne 2008; (= Micrologus’ Library 38), Edizioni del Galluzzo, Florenz 2011, ISBN 978-88-8450-402-9.
- La chasse aux sorcières dans le Pays de Vaud. (XVe–XVIIe siècles). Veytaux 2011.
- mit Franck Mercier: L’énigme de la Vauderie de Lyon. Enquête sur l’essor de la chasse aux sorcières entre France et Empire (1430–1480). Florenz 2015.

Herausgeberin:
- mit Agostino Paravicini Bagliani, Kathrin Utz Tremp, Catherine Chène: L’imaginaire du sabbat. Édition critique des textes les plus anciens (1430–1440 c.) (= Cahiers Lausannois d’Histoire Médiévale. 26). Université de Lausanne, Lausanne 1999, ISBN 2-940110-16-6.
- Le diable en procès. Démonologie et sorcellerie à la fin du Moyen Âge. Saint-Denis 2003.
- mit Kathrin Utz Tremp: Georg Modestin (Bearb.): Inquisition et sorcellerie en Suisse romande. Le registre Ac 29 des Archives cantonales vaudoises (1438–1528). Lausanne 2007.
- mit Bernard Andenmatten, Catherine Chène: Mémoires de cours. Études offertes à Agostino Paravicini Bagliani par ses collègues et élèves de l’Université de Lausanne. Lausanne 2008.
- mit Georg Modestin, Kathrin Utz Tremp: Chasses aux sorcières et démonologie. Entre discours et pratiques (XIVe–XVIIe siècles). Florence 2010 (= Micrologus’ Library 36)
- La répression de la sorcellerie aux marges du royaume de France à la fin du Moyen Âge. Paris 2011.
- mit Julien Véronèse: Penser avec les démons. Démonologues et démonologies (XIIIe–XVIIe siècles). Florenz 2015.
- mit Jean-Patrice Boudet, Agostino Paravicini Bagliani: De Frédéric II à Rodolphe II. Astrologie, divination et magie dans les cours (XIIIe–XVIIe siècle). Florenz 2017.
- mit Lionel Dorthe, Kathrin Utz Tremp: Un notaire à l’étude. Le plus ancien registre lausannois (1360–1366). Lausanne 2021.
- mit Sylvain Parent: Contester l’Inquisition (XIIIe–XVe siècle). Rennes 2024.

## Belege
1. 1 2  unil.ch: Martine Ostorero, professeure associée à la Section d'histoire. Französisch, abgerufen am 23. November 2024.
2. ↑  unil.ch: Martine Ostorero. Französisch, abgerufen am 23. November 2024.

| Personendaten    | Personendaten          |
| ---------------- | ---------------------- |
| NAME             | Ostorero, Martine      |
| KURZBESCHREIBUNG | Schweizer Historikerin |
| GEBURTSDATUM     | 20. Jahrhundert        |